# 急性期病院
急性期病院(きゅうせいきびょういん、ドイツ語:Akuteskrankenhaus)とは、一般病院、リハビリテーション病院、療養型病院に対置して使われる病院機能による病院の種類で、病気、あるいは負傷が発症し急激に健康が失われ不健康となった状態の患者に、24時間体制で高度な医療介入で、病気の進行を止め、回復が見込める目処がつくまでの「急性期」(acute care)の医療を提供する病院。この急性期は、病気の発症から14日を目処としている。その後患者は、回復期の病床でリハビリを受けたり(もしくは、回復期リハビリテーション病院に転院)、退院、病院の3ヶ月ルールがあるので、長期の療養になる場合は、療養型病院に転院したりする。より重篤で緊急性の高い患者の場合、救命救急病棟や集中治療室、ハイケアユニットなどを有する高度急性期病院というのもある。

## 救急病院との違い
救急病院は、救急隊により搬送される患者に対して、救急医療を提供する医療機関で、事故による突発的な外傷や心疾患、脳神経疾患などの急性疾患の患者が多いのに対して、急性期病院(急性期病棟)は、病気や負傷が発生してから14日以内の急性期の患者に医療を提供している。ただし、救急病院と急性期病院は、全く別々の病院として存在しているわけではなく、ひとつの大規模病院の中に救急病棟、急性期病棟として同居していることも多い。救急患者は、救急外来で初期診療を受けて、帰宅することもあれば、急性期病棟に入院する場合もある。日々新しく移ってくる患者の受け入れのため、急性期病棟は常に一定の病床数を確保しておく必要がある。そのため、平均入院日数ということが言われるわけである。